# 工作大未來—從13歲開始迎向世界
《工作大未來-從13歲開始迎向世界》，朝日電視台於2012年1月13日開始播映的週五晚間十一點檔連續劇，由大石哲也編劇，松岡昌宏主演。

## 故事大綱
主角小暮鐵平（松岡昌宏 飾）是夢想成為警視廳搜查一課的刑警，在現實生活中卻只成為警官並所屬生活安全課的刑警。為現在的職務不滿且抱怨中，突然在時空旅行下回到了1990年並遇到了13歲的自己，作為重建自己人生的機會引導幼時自己進入警視廳搜查一課，並在過去刑警鐵平開始暗中活動。在那個時空中，觸及與各種各樣的工作在那裡能展開的時空之旅。

## 演員陣容
主要人物
- 小暮鐵平 -田中偉登 （1990年） / 松岡昌宏（2012年）

1990年：港區立芝浦中學校。 / 2012年：警視廳芝浦警察署生活安全課。
- 高野清文 - 横山裕 （1990年）/ 古田新太（2012年）

1990年：東京大學法學部畢業、待業中，和鐵平一起體驗了許多不同種類的工作。/ 2012年：警視廳捜査一課管理官和翔子結婚後育有一女高野亞麗紗。
- 真野翔子- 桐谷美玲 （1990年）

大學3年級、東進學塾的工讀講師。讓鐵平和清文寄食自己住的公寓。度過了一般認為是在母子家庭的悲慘童年。努力向上進入了第一流的帝德商事最後和高野結婚。
- 仁科佳奈- 澤木琉可（日语：沢木ルカ）（2012年）

鐵平輔導的少女後出國念設計。
- 佐佐木紀夫- 小松和重（日语：小松和重）（2012年）

1990年：警視廳芝浦警察署防犯課。 / 2012年：警視廳芝浦警察署生活安全課課長。
- 東唄子 - 風吹純 （1990年）

1990年：東進學塾取締役社長。
- 酒井敏行 - 光石研 （1990年）

1990年：東進學塾事務員。
東進學塾學員
- 村山和夫 - 武井証 （1990年） / 長谷川朝晴（日语：長谷川朝晴）（2012年）

1990年：初中生。認為錢是全部，由於學生間的交易商務得到收入。 / 2012年：為白金基金公司代表，雖然還是以錢為全部，但卻因鐵平的影響，而覺得該給予那些需要投資的弱勢幫忙，而協助佐伯螺絲工業融資。
- 三上純一 - 中川大志 （1990年）

1990年：初中生。鐵平的好友。在私塾狡猾地製造出好成績。看上去是形象好的青年,不過在暗中背這人做交易與校外朋友一起用不正當的手段奪走他人錢的行為，相信那個方式是正義。此後被警察輔導。
- 麻生剛志 - 桑代貴明（日语：桑代貴明） （1990年）/ 小林高鹿（日语：小林高鹿）（2012年）

1990年：由於哥哥的影響與鐵平們組樂隊，實際是個大音癡。 /  2012年：製作組合了女孩們樂隊「calories」，堅持發掘有才能的人。
- 沢村豪 - 吉川史樹（日语：吉川史樹） （1990年）

1990年：初中生，想坐上以無比的咖哩迷將來，為咖哩關係的工作。
- 若槻葵 - 工藤綾乃 （1990年）/ 遊井亮子（日语：遊井亮子）（2012年）

1990年：夢想成為空姐的初中生，英文是拿手科目。/ 2012年：旅行代理店營業部，因小時經由鐵平和媽媽的影響，決定讓老年人在最後的時光能好好的旅遊。
- 田村真帆 - 山本舞香 （1990年）/ 吉田羊（2012年）

1990年：初中生，不想被別人支撐的人生成為用自己的力量能生活下去的女性。/2012年：女兒·美帆(山本舞香)，和丈夫住獨幢樓房，因為家人每天都很忙碌作為主婦而努力著。
- 五十嵐里奈 - 小野花梨 （1990年） / 安藤玉恵（日语：安藤玉恵）（2012年）

1990年：初中生，將來做夢與極好的男性相識，想擁有幸福的家庭住在獨幢樓房。/2012年：在銀座的高級俱樂部作為媽媽桑工作著。
- 千堂ちなみ  - 牧野真鈴（日语：牧野真鈴） （1990年）

1990年：初中生。
- 岡島正人 - 高杉真宙（1990年） / 岡田義徳（2012年）

1990年：初中生。以漫畫家作為目標，留在大出版社獲得少年漫畫雜誌刊載的機會。/ 2012年：被改變未來：無固定職業者。持續畫想畫出自己的漫畫，也因鐵平的影響改變。

## 製作團隊
- 原作：村上龍「新工作大未來-從13歲開始迎向世界」（幻冬舎）
- 腳本：大石哲也 、倉持裕、內平未央
- 音樂：井筒昭雄
- 製作人：中川慎子（朝日電視台）、遠田孝一（MMJ）、浅井千瑞（MMJ）
- 導演：髙橋伸之（朝日電視台）、塚本連平（MMJ）、梶山貴弘（朝日電視台）
- 制作：朝日電視台、MMJ

## 主題曲
- TOKIO「羽田空港的奇蹟」（ジェイ・ストーム）

## 收視率
| 各話                                                    | 放送日        | 日文標題                             | 中文標題                              | 腳本     | 導演     | 收視率 |
| ------------------------------------------------------- | ------------- | ------------------------------------ | ------------------------------------- | -------- | -------- | ------ |
| 第1話                                                   | 2012年1月13日 | 35歳、中学生になる!? バブルと闘え!!  | 35歲、成為初中生!? 與泡沫時代搏鬥!!   | 大石哲也 | 髙橋伸之 | 9.3%   |
| 第2話                                                   | 2012年1月20日 | バブルで一番美味しい仕事を教えて!!!! | 告訴將經歷泡沫時代、什麼工作最好!?    | 大石哲也 | 塚本連平 | 7.9%   |
| 第3話                                                   | 2012年1月27日 | スッチーVSナースのお仕事!?           | 空姐VS護士的工作                      | 大石哲也 | 塚本連平 | 9.1%   |
| 第4話                                                   | 2012年2月3日  | あの大ヒット漫画家の成功の秘密を探れ | 探聽那個大漫畫家成功的秘密            | 大石哲也 | 髙橋伸之 | 7.7%   |
| 第5話                                                   | 2012年2月10日 | 伝説のイカ天ブーム来たーー!!         | 熱潮的到來傳說中的樂隊天堂！          | 倉持裕   | 塚本連平 | 8.1%   |
| 第6話                                                   | 2012年2月17日 | 伝説のホストVS.主婦女子バトル勃発!?  | 傳說的主人VS.家庭主婦與兒童戰鬥爆發!? | 内平未央 | 梶山貴弘 | 6.6%   |
| 第7話                                                   | 2012年2月24日 | 行列のできるカレー店の悲劇!!         | 咖哩店行列的悲劇!!                    | 大石哲也 | 髙橋伸之 | 9.4%   |
| 第8話                                                   | 2012年3月2日  | 最終章!! 踊る大捜査網…犯人はオレ     | 最終章!!舞動大捜查網…犯人是我         | 大石哲也 | 塚本連平 | 7.7%   |
| 最終話                                                  | 2012年3月9日  | タイムスリップの果て…最後の奇跡!!    | 時空滑動的結果…最後的奇蹟!!           | 大石哲也 | 髙橋伸之 | 9.3%   |
| 平均視聴率8.34%（收視率關東地區・ビデオリサーチ社調べ） |               |                                      |                                       |          |          |        |

## 原著出處
- 幻冬舎『新工作大未來-從13歲開始迎向世界』 （页面存档备份，存于）